# Arvajheer
Arvajheer is een stad in Mongolië en is de hoofdstad van de provincie Övörhangaj.
De stad is centrum van traditionele kunst, veeteelt en paardensport. Jaarlijks wordt er een regionaal paardenfeest gehouden; de plaats is genoemd naar een beroemd renpaard uit de 18e eeuw.

## Ligging
De stad ligt vrijwel in het midden van Mongolië, in de steppe op een hoogte van 1800 meter; en 430 km van de hoofdstad Ulaanbaatar verwijderd. Ten zuiden van de stad gaat de steppevegetatie langzaam over in de Gobiwoestijn.
Het aantal inwoners bedroeg in het jaar 2000 19.058 personen, in 2006 was het aantal toegenomen tot 24.200 en in 2017 tot 29.420 inwoners. Daarmee is Arwajheer met afstand de grootste plaats van de provincie.

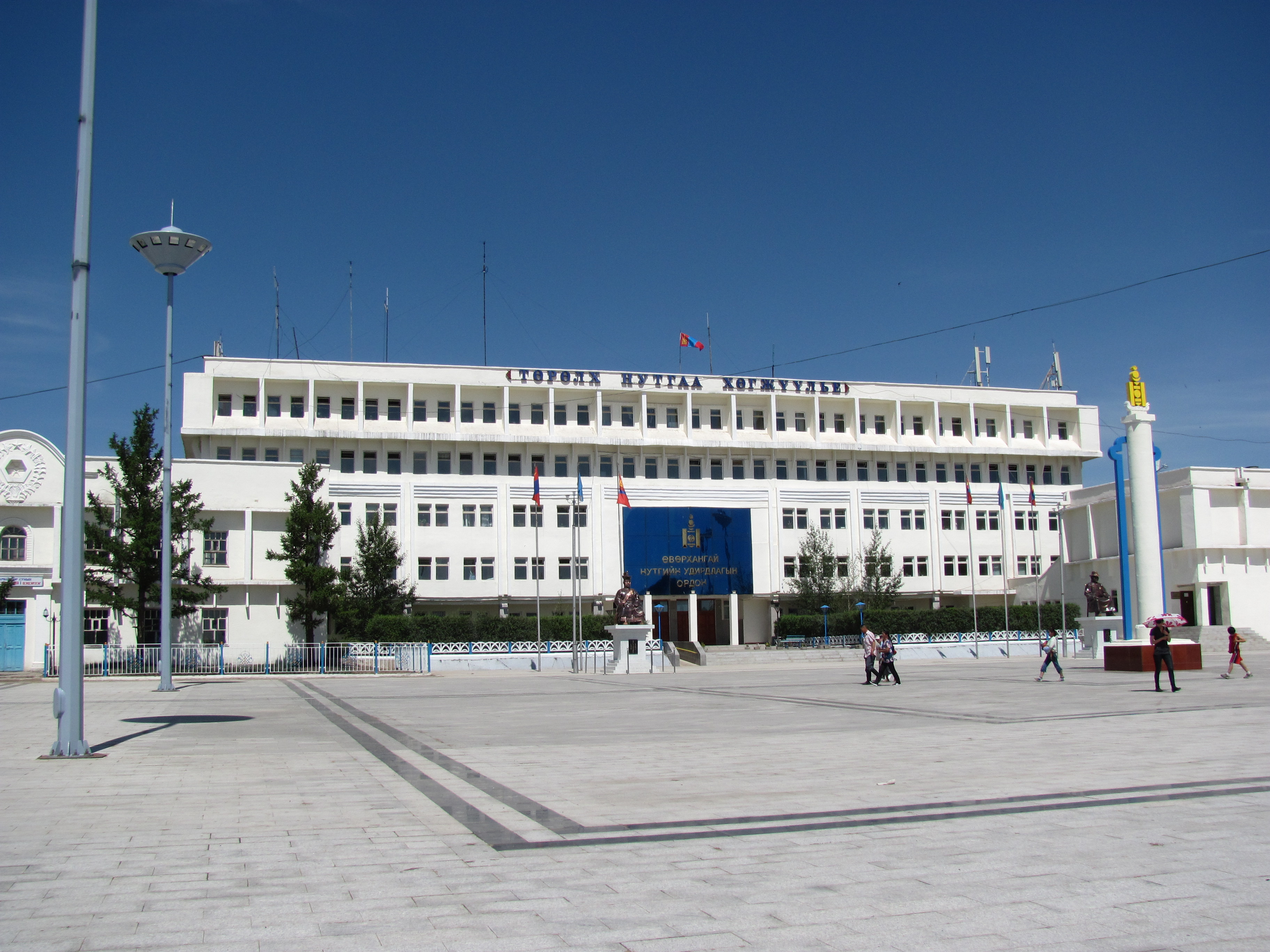
Gebouwen stadsbestuur aan het centrale plein

### Klimaat
Arwajheer heeft een droog steppeklimaat, code BSk volgens de klimaatclassificatie van Köppen. Door de hoge ligging is het er in de zomer niet heel warm. De gemiddelde maximumtemperatuur overdag bedraagt in juli 21,5°C en in januari -8,5°C; het nachtelijk minimum in januari bedraagt -20,0°C. De gemiddelde neerslaghoeveelheid bedraagt 210 mm per jaar; juli is de natste maand met 60 mm, in januari valt slechts 1 mm.

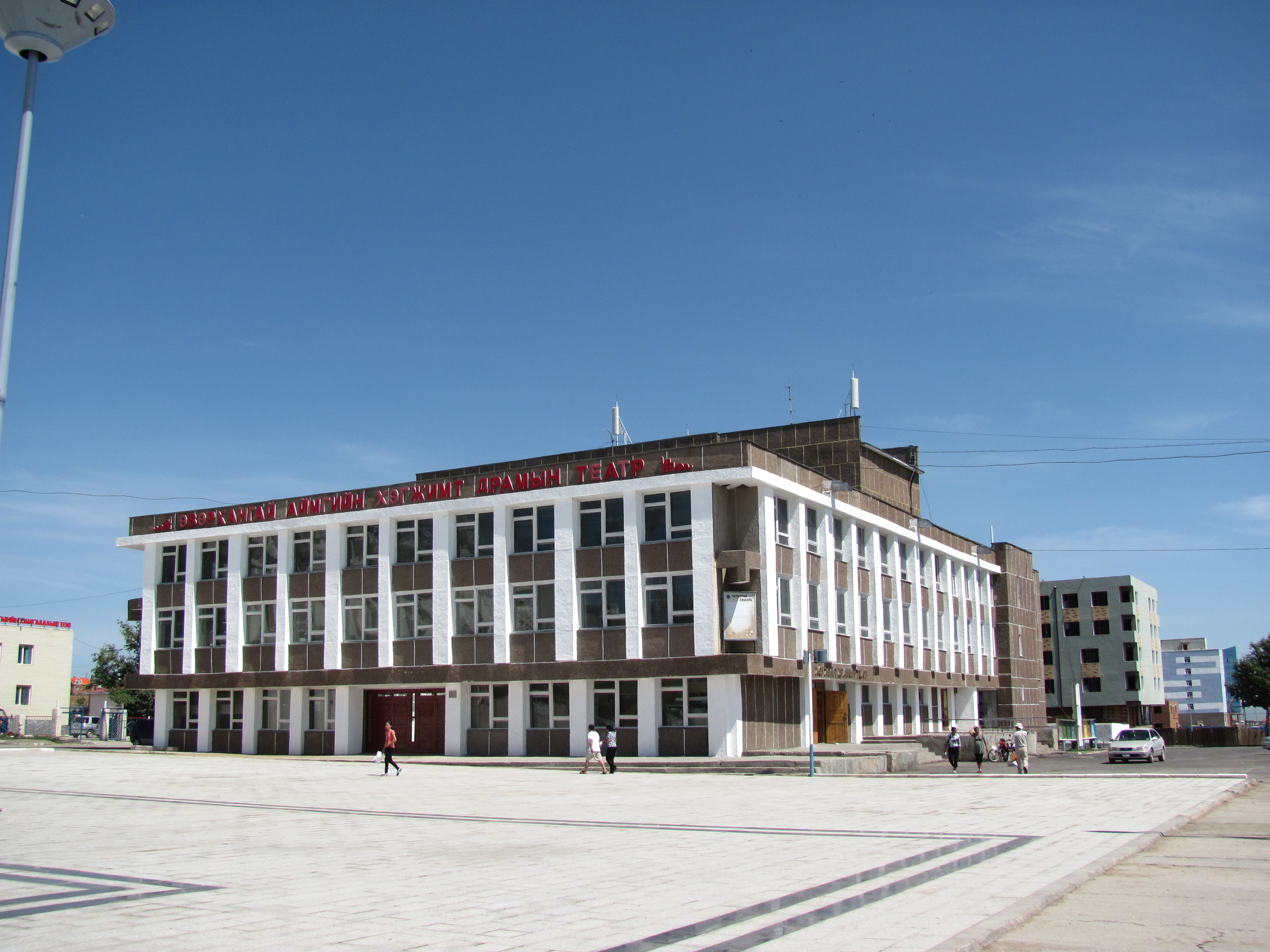
Theater

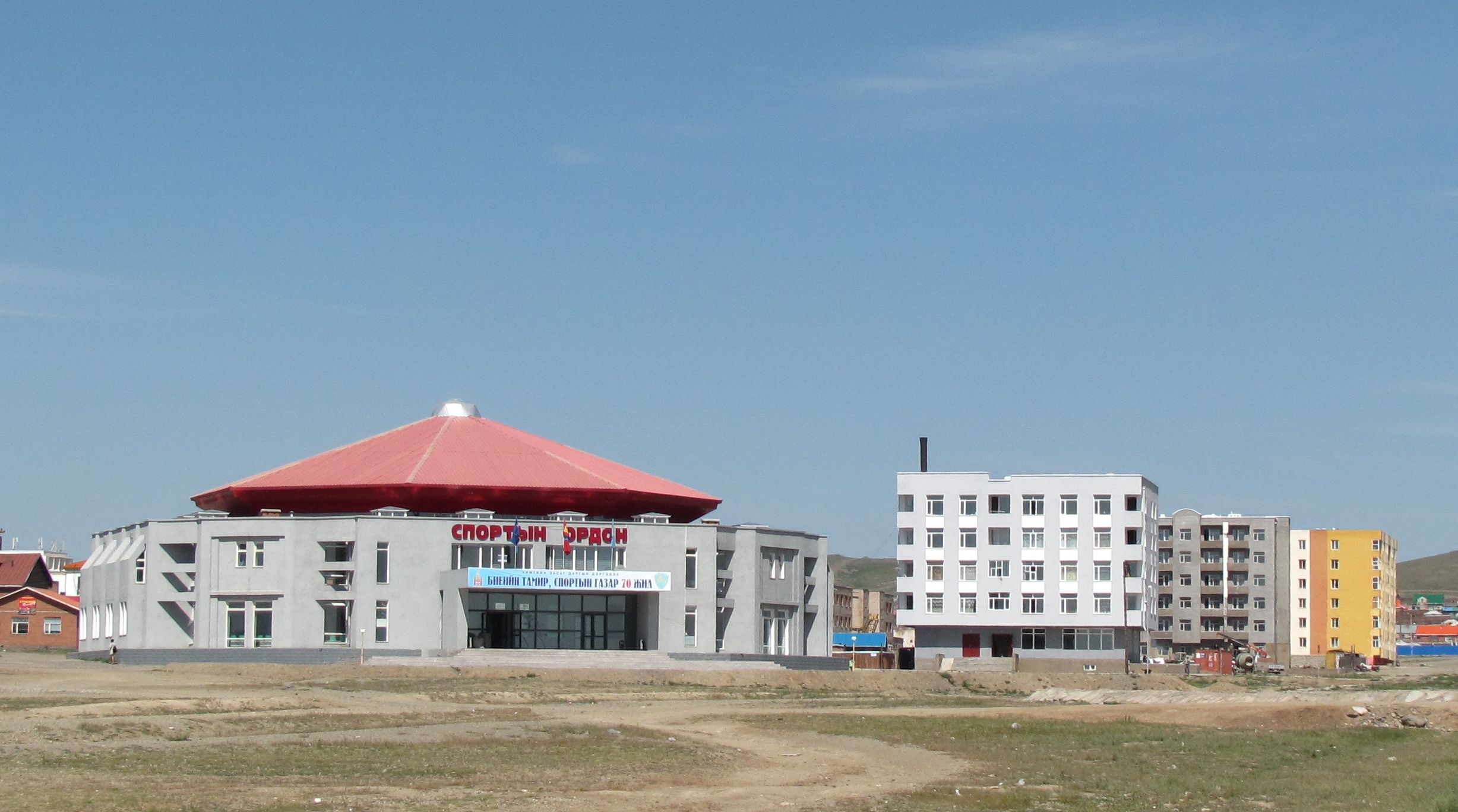
Sportpaleis

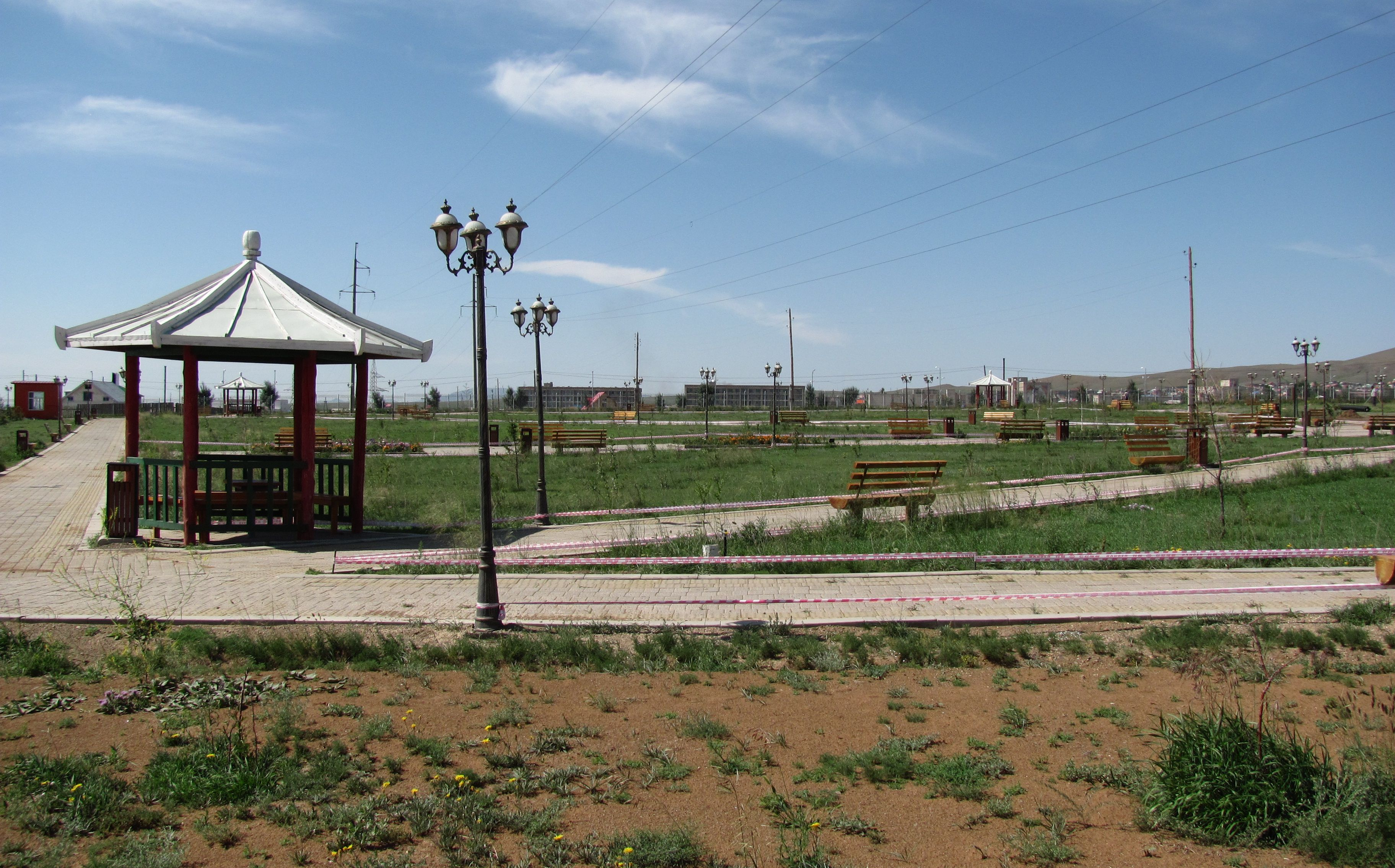
Park

## Verkeer
Ongeveer 1 km ten zuiden van de stad ligt het vliegveld, met een onverharde baan van 1,5 km lengte. Er is een vliegverbinding met de hoofdstad Ulanbaatar. Ook is de hoofdstad per auto en lijnbus bereikbaar over een geasfalteerde weg. Onverharde wegen leiden naar het noorden en zuiden van de provincie.

## Bezienswaardigheden
Arvajheer was tot 1990 legerplaats van een eenheid van het Sovjet-leger; dit heeft veel invloed gehad op de stad. In de 21e eeuw zijn veel openbare gebouwen gerenoveerd of geheel vernieuwd, zoals bijvoorbeeld het sportpaleis in het oosten van de stad. Daartegenover werd een nieuw groot park aangelegd, niet ver daarvandaan kwam een vermaakpark voor kinderen. Aan de westkant van de binnenstad werd nog een park aangelegd, wat bij het heersende droge klimaat met de nodige moeite gepaard ging. In tegenstelling tot de meeste andere steden in Mongolië leven de meeste inwoners in houten of stenen huizen, niet in joerten.
Aan het vierkante plein in het centrum liggen de gerenoveerde gebouwen van het stadsbestuur, ertegenover het eveneens gerenoveerde theater. Langs de zuidkant van het plein verloopt de brede, met bomen beplante hoofdstraat, waaraan nog twee monumenten uit de tijd voor 1990 te zien zijn. Verder herinnert in Arvajheer slechts weinig aan de tijd van de Volksrepubliek Mongolië.
Het vrij grote klooster Gandan Muntsaglan Khiid ligt ongeveer 1 km van het central plein verwijderd. In 1937 werd het tijdens anti-boeddhistische onlusten onder de toenmalige staats- en partijchef Chorloogijn Tsjoibalsan vernield maar in 1991 weer geopend. Er leven ongeveer 60 monniken.
In het provinciemuseum zijn onder andere fossielen en andere vondsten uit Karakorum tentoongesteld. Een ander museum is gewijd aan een van de bekendste kunstenaars van Mongolië, de boeddhistische monnik Zanabazar.
Als hoofdstad van de Aimag is Arwajheer zetel van verschillende bestuursorganen. De stad beschikt ook over een ziekenhuis, kleuterscholen en diverse andere scholen en beroepsopleidingen. In het stadscentrum staan drie hotels, een internetcafé, eet- en drinkgelegenheden en een aantal winkels, zodat de mogelijkheid tot inkopen doen voor Mongoolse begrippen goed is.